# Netelia nigritarsalis
Netelia nigritarsalis är en stekelart som beskrevs av Konishi 2005. Netelia nigritarsalis ingår i släktet Netelia och familjen brokparasitsteklar. Inga underarter finns listade i Catalogue of Life.